# Hidalgo (nemesi cím)

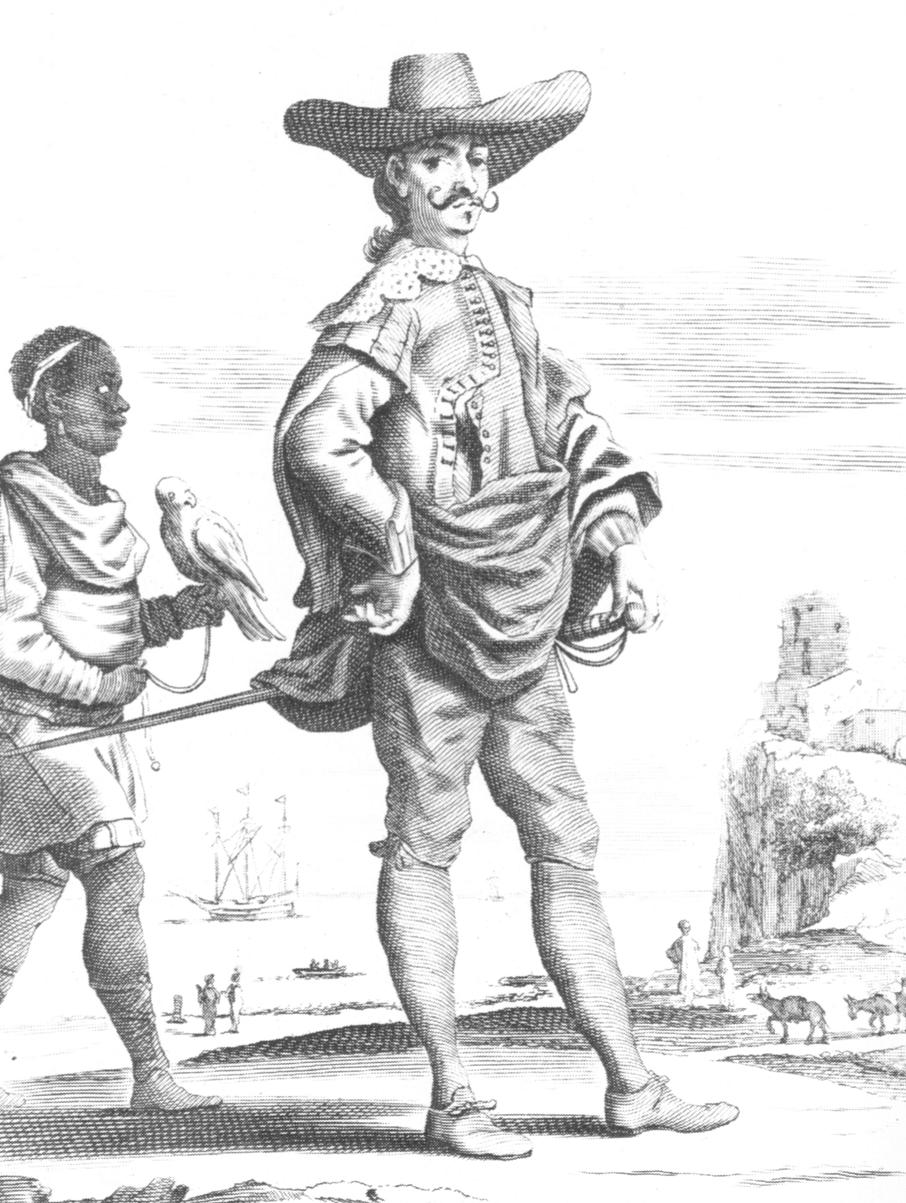
Hidalgo egy spanyol gyarmaton

Az hidalgo (ejtsd: [idálgo], spanyol szóösszetétel az hijo de algo kifejezésből – a középkorban hijodalgo, illetve óspanyol fijodalgo, fidalgo – „valaki fia”) nemesi származású, bizonyos kiváltságokat élvező középkori spanyolok címe.

## Eredete
A kifejezés egészen a 7. századra vezethető vissza, amikor először kezdték el használni Kasztíliában, ahonnan átkerült a portugál nyelvbe is, megőrizve a fidalgo alakot. Az hidalgók alapvetően elszegényesedett spanyol nemesek voltak, akik alig rendelkeztek vagyonokkal, ugyanakkor mentesültek a közterhek és az adók megfizetése alól, amelyeket a plebejusok fizettek. Asztúriában a lakosság csaknem 80%-át tették ki. Ahhoz, hogy valaki ősnemesi hidalgo elismerést szerezzen, szükséges volt, hogy mind a négy nagyszülője hidalgo legyen. Ellenkező esetben sokszor lenézően bántak velük, nem vállalhattak közszerepeket, továbbá nem vehettek részt szerzetesi közösségekben (hermandades). Az utóbbiak általában valamely szolgáltatás vagy feladat útján a címet újonnan megszerzettek voltak, közülük sokan egyetemeken tanultak.

## Története
Eleinte a címet csupán egyfajta elismerésként használták. Az évek során azonban ellenőrizhetetlen módon elterjedt, s a fejedelemségekben az anyagi jellegű személyi juttatások helyett mindenkinek osztogatták, ha kellett, ha nem, ahogy éppen jónak látták. Majd a felvilágosodás és a Bourbonok korának elérkezésével mély reformokat vezettek be közjó szabályozására, amelyek közül az egyik éppen e cím kiosztásának megszigorításáról szólt, mivel akkoriban már több mint félmillió személy élvezhetett köztehermentességi jogokat ennek alapján. Az idő múlásával egyre csökkent a jelentősége, míg végül a 19. század első felére teljesen eltűnt.

## Fordítás
- Ez a szócikk részben vagy egészben az Hidalgo című spanyol Wikipédia-szócikk fordításán alapul.  Az eredeti cikk szerkesztőit annak laptörténete sorolja fel. Ez a jelzés csupán a megfogalmazás eredetét és a szerzői jogokat jelzi, nem szolgál a cikkben szereplő információk forrásmegjelöléseként.